# 楽遊
楽遊（らっくゆう）は、株式会社アドサプライズのアイドル関連事業のブランドネーム。同社が出版するクーポン付アイドル専門誌「楽遊IDOL PASS」や 主催・制作するアイドルイベント・テレビ番組等に冠して使われている。
かつては、首都圏のアミューズメント施設や飲食店の情報と割引クーポンを掲載する「楽遊」というフリーペーパーを発行していたが、これを廃刊し、2017年9月に業界初のクーポン付アイドル専門誌「楽遊IDOL PASS」（有料）を創刊することで、アドサプライズの一連のアイドル関連事業のブランドネームに衣替えした。

## 楽遊IDOL PASS
楽遊IDOL PASS（らっくゆうアイドルパス）は2017年9月に創刊された 業界初のクーポン付アイドル専門誌。アイドルイベントの物販等で提示することにより様々な特典が受けられる。特典の総額は一冊で2万円分以上と謳っている（Vol.4の場合）。創刊からVol.3までは全国のアイドルを一冊にまとめていたが、Vol.4より「関東＋東日本版」（3,6,9,12月発売）と「関東＋西日本版」（1,4,7,10月発売）に分けて発行、Vol.14より再度全国版に統合、Vol.19よりA5判にサイズアップされ、販売価格が1500円に改定された。掲載アイドルのライブ会場での物販のほか、タワーレコード全店、HMV全店、新星堂サンシャインシティアルタ店で販売されている。また通信販売も行っている。
- 日本タウン誌・フリーペーパー大賞（一般社団法人日本地域情報振興協会）に2016年、2017年とエントリーし、2016年は読者投票部門で160誌中第3位（3,438票）となり、表彰を受けた[2]。また、2017年は読者投票部門で159誌中第8位のほか、「ビジネスモデル部門 優秀賞」を受賞した[3]。

## 楽遊のさきどり★アイドル塾
楽遊アイドル編集部が様々なライブアイドルを紹介するテレビ番組。主催ライブの様子も放映される。2017年4月7日から放送されていた「楽遊の高層アイドル!!」 の後継番組として2018年8月3日から2021年10月1日まで放送された。放送は東京メトロポリタンテレビジョン(MXTV)で毎月第一金曜日27:10〜27:40。この番組はエムキャスにより東京MXTV視聴エリア外でも視聴可能であった（40秒程度の遅れあり）。2019年10月より「楽遊のさきどり☆ボーイズ」放送開始に伴い15分番組への短縮を経て2021年10月からはミクチャによる配信に移行、『楽遊のさきどり★アイドル塾』は無料、ライブパートは有料で配信される。
楽遊アイドルフェス内のアイドル塾、および楽遊ボーイズフェス内の「さきどりボーイズ」は開演の序盤に開催される企画コーナーで、解答者役として基本的にライブパートに出演するグループから1-2名が選抜される。司会はトミドコロで、サブ講師役は2023年4月3日から門林有羽が担当、過去には浦えりか、金澤有希が務めた。浦・金澤・門林の欠席時は楽遊アイドル編集部の福島ゆかやスロパチアイドルリポーターの安井京香、SUPER☆GiRLSの鎌田彩樺などが代理を務める。

## 楽遊アイドル編集部
「楽遊IDOL PASS」その他関連イベントの企画・編集・取材・デザイン・営業を全面的に行うアイドルユニット。

### 来歴
2016年7月、福島ゆかと柳瀬悠希の2人で活動開始。全国のアイドルを紹介しながら、ライブMC・ライブアイドルとして自らもアイドル活動を行い、アイドル文化の素晴らしさを人々に伝えていくことを目標にしている。
名称については当初「楽遊アイドル部」としていたが、公式発表をしないまま2017年夏頃から「楽遊アイドル編集部」を名乗っている。
なお、フリーペーパーの旧「楽遊」時代にも同様に「楽遊アイドル編輯部FINDS」というアイドルユニットが結成されており（活動期間2013年2月〜2015年11月）、当時の楽曲を「楽遊アイドル編集部」でも使用したことがある。
メンバー間の方向性の違いから活動が困難になったことを受けて、2020年3月16日の楽遊アイドルフェスを以て活動を終了。

### メンバー
|   | 名前     | ニックネーム | 誕生日   | 出身地 | 所属（担当） | 加入年月  | 備考                                                                                     |
| - | -------- | ------------ | -------- | ------ | ------------ | --------- | ---------------------------------------------------------------------------------------- |
| 1 | 福島ゆか | ゆす         | 10月12日 | 福島県 | 編集長       | 2016年7月 | ソロ歌手としても活動。元 楽遊アイドル編集部FINDS。2022年夏からはけっぱって東北にも参加。 |

元メンバー
|    | 名前         | ニックネーム | 生年月日      | 出身地 | 担当（所属） | 活動期間             | 備考                                                                                      |
| -- | ------------ | ------------ | ------------- | ------ | ------------ | -------------------- | ----------------------------------------------------------------------------------------- |
| 1  | 柳瀬悠希     | うーたん     | 1992年7月11日 | 愛知県 | 広報部       | 2016年7月〜2017年5月 | サンスポアイドルリポーター(SIR)と兼務。卒業後に楠悠に改称。                               |
| 2  | 前澤玖美     | ちゃんくみ   | 1993年9月24日 | 大阪府 | 営業担当     | 2017年2月〜2018年6月 | 元SIR6期候補生                                                                            |
| 3  | 夏芽優李     | スイカ       | 1993年7月26日 | 東京都 | イベント担当 | 2017年2月〜2018年6月 | 「スイカバーの人」ソロ歌手としても活動。元 Winning Girls                                  |
| 4  | 豊田彩       |              | 8月29日       |        | デザイン担当 | 2017年6月〜2017年7月 | 2017/3-5 研究生、現役美大生                                                               |
| 5  | 桜井景子     | けいちゃん   | 1991年5月10日 | 静岡県 | 企画担当     | 2017年6月〜2017年7月 | 2017/3-5 研究生、元 ピカ☆マイ                                                             |
| 6  | 松乃麻未     | まっさん     |               | 青森県 | 営業担当     | 2019年               | 元SIR8期候補生、卒業後に槙野麻未、ZeroProject加入時に七戸あさみに改称、2023年11月に引退。 |
| 7  | 南波碧       | あおいたん   | 9月4日        | 埼玉県 |              | 2019年〜2020年3月    |                                                                                           |
| 8  | 一ノ瀬はつき | はちゃん     |               |        |              | 2019年〜2020年3月    |                                                                                           |
| 9  | 河合柚花     | ゆずちゃ     | 1月19日       |        |              | 2019年9月〜2020年3月 |                                                                                           |
| 10 | 天南舞美     | まいにゃん   |               |        |              | 2019年9月〜2020年3月 |                                                                                           |
| 11 | 西島ゆり     | ゆりぴん     |               |        |              | 2019年9月〜2020年3月 |                                                                                           |

### 出演

#### テレビ
- 「楽遊の高層アイドル!!」（TOKYO MX）- 2017年4月7日〜2018年7月7日
- 「楽遊のさきどり★アイドル塾」（TOKYO MX）- 2018年8月3日〜2021年9月、10月以降はミクチャ配信に移行

#### インターネット放送
- 「ペーパーアイドル」（文化放送超!A&G+）- 2016年7月9日〜

### CD
- 「アイドルは無限大!」（2017年7月16日）－ TOKYO MX「楽遊の高層アイドル!!」オープニングテーマ曲

## 旧「楽遊」の概要・特徴
- 2007年12月創刊。隔月刊[19] で、偶数月第3金曜日の発行としていた。発行元は株式会社アドサプライズ。発行部数は10万部（2014年10月）[20]。設置場所は首都圏（主に東京都・神奈川県）のアミューズメント施設やコンビニエンスストア等のほか、京急線のほぼ全駅と相鉄線の20駅にも設置されていた。
- 日本フリーペーパー大賞2013（一般社団法人日本フリーペーパー振興協会）において、投票期間後半からのエントリーであったにもかかわらず、読者投票部門で121誌中第6位に入賞[21]、翌年衣替えした日本タウン誌・フリーペーパー大賞2014（一般社団法人日本地域情報振興協会）においても、読者投票部門で258誌中第2位（3,333票）となり、表彰を受けた[22]。
- 掲載情報は、カラオケボックス、マンガ喫茶、パチンコホール、ボウリング場、スパ等のアミューズメント施設や、居酒屋、ラーメン店、レストラン等の飲食店のほか、映画・演劇・音楽・アイドル、パチンコ新台・ゲーム新機種の情報等幅広く扱っていた。また、短編マンガ（藤波俊彦）やコラム（アントキの猪木）等も掲載していた。
- 2012年頃よりアイドル情報を拡充していたが、2013年2月に自らアイドルユニット「楽遊アイドル編集部FINDS」（詳細は後述）のプロデュースに乗り出し、同年の通巻31号より FINDSを企画・取材・編集に起用した誌面づくりを始めた。かつては「楽遊イメージガール」を起用した取材レポートを行ったり、SIRが誌面を飾っていた時期もあったが、FINDS結成により、これらの役割は発展的にFINDSに移行した。同年の通巻33号では TOKYO IDOL FESTIVAL 2013 の参加ユニットを紹介する特集記事を6ページにわたって組み、通巻34号ではFINDSによる同フェスティバルの取材リポートを見開きで掲載するなど、力の入った編集をしている。また、表紙・巻頭インタビューにもアイドルユニットを取り上げることが次第に増えていった。
- 隔月刊であったが、2015年の通巻43号から隔月刊の発行が行われず発行間隔が開くようになった。時期を同じくしてFINDSも2015年前半にメンバーチェンジが行われたが、同年11月に全員卒業という形で事実上解散した。福島ゆかのみがFINDS卒業後も編集部に残り編集に携わったが、結局2016年4月28日発行の通巻47号を最後に廃刊となった。

### 表紙・巻頭インタビュー
ローコストのフリーペーパーとしては珍しく毎号旬のタレントやアイドルが表紙を飾っており、同時にインタビュー記事も巻頭に掲載されていた。（名前の前の数字は通巻号数）
- 【2008年】1.京本政樹  2.赤井英和 3.保田圭 4.芋洗坂係長 5.辺見えみり 6.新山千春
- 【2009年】7.眞鍋かをり 8.スザンヌ 9.木下優樹菜 10.中川翔子 11.南明奈 12.はるな愛
- 【2010年】13.ゴリ（ガレッジセール） 14.岡村隆史（ナインティナイン） 15.福田沙紀 16.ほしのあき 17.北乃きい 18.フレンチ・キス
- 【2011年】19.腐男塾 20.サバンナ 21.小池栄子 22.ももいろクローバーZ 23.ぱすぽ☆（現・PASSPO☆） 24.あやまんJAPAN
- 【2012年】25.9nine 26.山口智充 27.SUPER☆GiRLS 28.風男塾 29.モーニング娘。 30.YGA（よしもとグラビアエージェンシー）
- 【2013年】31.鈴木奈々 32.バクステ外神田一丁目 33.アイドリング!!! 34.℃-ute 35.Berryz工房 36.アップアップガールズ（仮）
- 【2014年】37.THE ポッシボー 38.SUPER☆GiRLS 39.アイドリング!!! 40.アンジュルム 41.モーニング娘。'14 42.Dream5
- 【2015年】43.Juice=Juice 44.夢みるアドレセンス 45.GEM
- 【2016年】46.チャオベッラチンクエッティ 47.ベイビーレイズJAPAN

### 主催イベント
- 楽遊主催イベントとして「楽遊アイドルセレクション」と題した対バンライブを何度か開催した。これは出演するアイドルが来場者の投票により楽遊のインタビュー記事に登場する企画であった。他にも声優を招いてのカラオケイベントやFINDS参加のボウリングイベント等を開催していた。
- かつてはパチンコホールに「ラックイーン」という名のキャンペーンガールが来店するイベント（楽遊推奨日）も行っていた。「ラックイーン」については2011年以降、サンスポPSリポートの「サンスポP-1娘」やSIRがこれに代わっている。

### 楽遊アイドル編集部FINDS
楽遊アイドル編集部FINDS（らっくゆうアイドルへんしゅうぶ・ファインズ）は、「日本初の歌って踊れる本格編集アイドル」として活動したアイドルユニット。「楽遊」（フリーペーパー）の企画・取材・編集リポートのほか、ライブ活動、CDリリース、冠番組放送（ニコニコ生放送）などを行っていた。2013年2月結成、2015年11月全員卒業（事実上の解散）。

#### 来歴
スロパチアイドルリポーター（以下SIR）の運営に携わっている株式会社アドサプライズが、自らプロデュースするアイドルユニットとして 2013年2月に「楽遊アイドル編集部 YuSu-TAN」を結成したのが始まり。 結成当初のメンバーは、福島ゆかと鈴木芽瑠（楠芽瑠）。SIR2期候補生として活動した2人に対し、SIR2期生発表の場において特別賞を授与し、後日ユニットの結成に至った。「YuSu-TAN」の命名は2人のニックネーム（福島ゆか＝「ゆす」、鈴木芽瑠＝「めるたん」）に由来する。その後同年5月に新メンバーとして鈴木ゆきと西井雅を加え、ユニット名を「楽遊アイドル編集部FINDS」に改称した。なお「FINDS」は「FIND＝見つけ出す」という意味に由来する。
その生い立ちや運営会社が同じであることから、SIRを「姉妹ユニット」と称し、合同のライブを度々行うなど、ユニット間の親交も深かった。
【2013年】
- 1月24日「新生SIR発表会」において、福島ゆかと鈴木芽瑠に特別賞が贈られる。
- 2月    「楽遊アイドル編集部 YuSu-TAN」結成が発表される。
- 2月14日 楽遊チャンネル「こちらアイドル編集部！」（ニコニコ生放送）第1回放送。
- 3月12日 SHIBUYA GIRLS CARNIVAL（渋谷・duo MUSIC EXCHANGE）に出演。
- 3月31日 初の単独イベント「第1回ファンミーティング」を開催。（カラオケの鉄人新宿大ガード店）

デビューシングルCD「夢の大空/Lucky元気お天気！」発売。
- 5月9日  鈴木ゆきと西井雅を加えて「FINDS」に改称することを発表。
- 5月18日 楽遊チャンネル「こちらアイドル編集部！」初の公開生放送。（赤坂・アンドロイドルカフェ）
- 5月26日 ウタ娘スーパーライブ（新木場・STUDIO COAST）に出演。
- 6月22日〜7月6日にかけて、FINDSとしての1st,2nd,3rd CDを連続発売。ジャケットは各メンバーごとの特別仕様となっており、3作で全12種類のジャケットが用意された。
- 8月5日  SIR×FINDS 編集アイドル2マンライブ（秋葉原・TwinBox AKIHABARA）第1回目[25]。以降たびたび開催。
- 8月23日 楽遊チャンネル「こちらアイドル編集部！」の放送を一新。「出張！こちら楽遊アイドル編集部！」と改題し、放送日時を変更するとともに、毎回公開生放送となる。
- 9月1日  ASIA IDOL PARADE2013（渋谷・VUENOS）に出演。
- 9月8日  日台友好フェス出場予選ライブ！（新宿RUIDO K4）に出演し、予選1位通過。
- 10月13日 日台友好フェス出場決勝ライブ！（新宿RUIDO K4）に出演したが、惜しくも台湾行きを逃す。
- 11月3日  ウタ娘スーパーライブ2013冬（新木場・STUDIO COAST）に出演。
- 12月4日  FINDS 新曲CD&DVDリリースライブ 〜ありがとうを君に〜（池袋Dot）

【2014年】
- 2月21日 新たに「楽遊アイドル営業部apo」を結成し、スポンサーの獲得、フリーペーパーの設置、FINDSのライブ出演交渉等を担当することが発表される。メンバーは山邊霞と矢野冬子。これ以降、FINDSとapoを総称して「楽遊アイドル部」という呼称が用いられるようになった。
- 4月30日 1stワンマンライブ〜絆 KIZUNA〜（渋谷・REX）
- 12月22日 鈴木ゆきとapoの山邊霞が卒業。

【2015年】
- 1月    楽遊アイドル部研究生として矢野冬子、依東杏奈、夢乃ちいかが活動開始。
- 3月2日 鈴木芽瑠が卒業。SIR4期候補生だった駄場詩織がFINDSに加入。
- 4月8日 研究生から依東杏奈がFINDSに昇格。
- 6月1日 2ndワンマンライブ（TwinBox AKIHABARA）
- 7月3日 3rdワンマンライブ（渋谷・clubasia）
- 11月2日 全員卒業（事実上の解散）。

#### メンバー
|   | 名前     | ニックネーム | 生年月日      | 出身地 | 活動期間              | 備考                                                                       |
| - | -------- | ------------ | ------------- | ------ | --------------------- | -------------------------------------------------------------------------- |
| 1 | 福島ゆか | ゆす         | 10月12日      | 福島県 | 2013年2月〜2015年11月 | 元 キラポジョ（すずきゆか）、FINDS卒業後もアイドル編集部に残る             |
| 2 | 鈴木芽瑠 | めるたん     | 1991年6月26日 | 東京都 | 2013年2月〜2015年3月  | アイドルの穴2013 敢闘賞, 卒業後 楠芽瑠に改名しxoxo(Kiss&Hug) EXTREMEで活動 |
| 3 | 鈴木ゆき | ゆっころ     | 1987年1月17日 | 埼玉県 | 2013年5月〜2014年12月 | グラビアアイドル DVDリリース多数                                           |
| 4 | 西井雅   | みやびん     | 1994年2月10日 | 東京都 | 2013年5月〜2015年11月 | アリスインプロジェクト「ラフィン〜笑いの免許証〜」ほか                     |
| 5 | 駄場詩織 | だばちゃん   | 1992年5月10日 | 東京都 | 2015年3月〜2015年11月 | 卒業後は舞台女優として活動                                                 |
| 6 | 依東杏奈 | あんちゃん   | 1996年5月25日 | 富山県 | 2015年4月〜2015年11月 | グラビアアイドルやアイドルユニット「チックガールズ」として活動             |

#### CD
- 「夢の大空/Lucky元気お天気！」（YuSu-TAN, 2013年3月31日）
- 「夢の大空」（2013年6月22日）
- 「マイ・愛・アラカルト」（2013年6月23日）
- 「Lucky元気お天気！」（2013年7月6日）
- 「ありがとうを君へ」（2013年12月4日）- テレビ埼玉「ウタ娘」2013年12月度エンディングテーマ
- 「Finding Road」（2014年2月17日）

#### DVD
- 「ありがとうを君へ」（2013年12月4日）

#### インターネット放送
- 楽遊チャンネル「出張！こちら楽遊アイドル編集部！」（ニコニコ生放送）2013年2月14日〜2015年5月11日

公開生放送。毎月第1金曜日の来場者にはFINDSメンバーの手料理がふるまわれた。

## けっぱって東北
地域応援ユニットとして2022年7月のアドサプライズ15周年記念ライブで構想を発表、2022年8月にアイドリーム所属の東北出身女性メンバー3人で結成、8月6日に仙台市でお披露目された。
2023年6月3日、けっぱって東北公式YouTubeチャンネルにて山形県天童市のさくらんぼ園(花輪さくらんぼ園)から新メンバーが発表され、7月16日の東北ワンマンツアー初日に『佐藤櫻子』がデビューした。
2024年4月29日、仙台MACANAで開催されたけっぱって東北定期公演vol.10「新メンバーお披露ゴールデンウィークスペシャル」にて、5人目の新メンバーとして『水谷花鈴』がデビューした。更に9月21日に盛岡CLUB CHANGE WAVEにて開催された東北6県ツアー『ふるさと2024』岩手公演にて6人目の新メンバー『志田結華』が岩手県担当として加入、これにより東北6県出身者が揃った。6人体制完成後は福島・小日向・佐藤の南東北チーム、成田、水谷、志田の北東北チームに分かれたプロモーション活動やイベント出演も行われている。
2025年1月22日のアイドル頂DASHにて成田柊里が卒業を表明、3月9日に卒業公演が行われたことで5人編成に縮小されたが、2025年6月21日より秋元咲が2代目青森県メンバーとして加入、6人体制に戻る
。

### 現行メンバー
| 名前         | 読み            | ニックネーム        | カラー           | コスチューム 胸部・腹部の漢字 | 生年月日 | 出身地 | 加入時期  | 備考                   |
| ------------ | --------------- | ------------------- | ---------------- | ----------------------------- | -------- | ------ | --------- | ---------------------- |
| 福島ゆか     | ふくしま ゆか   | ゆす                | 赤べこレッド     | 福                            | 10月12日 | 福島県 | 2022年8月 | 楽遊アイドル編集部兼務 |
| 小日向あおい | こひなた あおい | あおい （こひなた） | ずんだグリーン   | 向                            | 1月12日  | 宮城県 | 2022年8月 | 横浜美少女図鑑兼務     |
| 佐藤櫻子     | さとう さくらこ | さくらこ            | チェリーピンク   | 櫻                            | 12月25日 | 山形県 | 2023年7月 |                        |
| 水谷花鈴     | みずたに かりん | かりん              | きりたんホワイト | 鈴                            | 7月28日  | 秋田県 | 2024年4月 |                        |
| 志田結華     | しだ ゆうか     | ゆうか （ダーシー） | 三陸ブルー       | 結                            | 3月18日  | 岩手県 | 2024年9月 |                        |
| 秋元咲       | あきもと さく   |                     | ほやオレンジ     | 元                            | 10月14日 | 青森県 | 2025年6月 | 元GMU                  |

#### 元メンバー
| 名前     | 読み          | ニックネーム | カラー           | コスチューム 胸部・腹部の漢字 | 生年月日 | 出身地 | 加入時期  | 卒業・脱退時期 | 備考                              |
| -------- | ------------- | ------------ | ---------------- | ----------------------------- | -------- | ------ | --------- | -------------- | --------------------------------- |
| 成田柊里 | なりた しゅり | しゅり       | だけきみイエロー | 里                            | 2月14日  | 青森県 | 2022年8月 | 2025年3月9日   | 2024年8月まで向日葵プリンセス兼務 |

### 出演
インターネット配信
- アイドル頂DASH（Podcast QR、2023年12月 - ) - SIR・向日葵プリンセス・MEIDと週替わりで配信。

ラジオ番組
- けっぱって東北の好きっちゃ！ふるさとーく（tbc東北放送、2024年4月1日 - ）[44]
- 宮城お散歩日和（エフエムベイエリア、エフエムいわぬま、2024年4月2日 - ）[45]

### ディスコグラフィ
- 東北愛魂（2023年1月15日発売）[46]
  1. 東北愛魂
  2. 夢のパスポート
- ふるさとのうた（2023年3月10日発売）[47]
- ふるさと（2023年7月16日発売）[48]
  1. ふるさとのうた
  2. 福島好き。だから
  3. 宮城日和
  4. 青森一途
  5. 福島好き。だから（福島ゆか ソロVer.）
  6. 宮城日和（小日向あおい ソロVer.）
  7. 青森一途（成田柊里 ソロVer.）
- 激辛ife（2024年3月16日発売）[49]
- ふるさと2024（2024年10月23日発売）
  1. 東北愛魂（東北6県6人バージョン）
  2. ふるさとのうた
  3. 福島好き。だから
  4. 山形に恋
  5. 青森一途
  6. 宮城日和
  7. 激辛ife
  8. 雪の約束
  9. BRAND NEW SONG
  10. ふるさとのうた（成田柊里 ソロVer.）
  11. 山形に恋（佐藤櫻子 ソロVer.）
  12. 夢のパスポート（小日向あおい ソロVer.）
  13. 東北愛魂（福島ゆか ソロVer.）

CDショップ大賞2025東北ブロック賞に選定。
- あぶきゅーに乗って/岩手讃歌/東北えがお（2025年5月20日発売）[50]
2025年5月19日付オリコンデイリーシングルランキング1位、6月2日付オリコンウィークリーランキング8位

## めんこいな東北
けっぱって東北の妹分として2025年4月29日にデビュー。こちらは東北地方出身・東北地方在住者を中心に構成され、同日仙台MACANAで開催された公開オーディションで選出された3名で結成された。

### 現行メンバー
| 名前     | 読み          | ニックネーム | カラー             | 生年月日 | 出身地 | 加入時期  | 備考 |
| -------- | ------------- | ------------ | ------------------ | -------- | ------ | --------- | ---- |
| 成瀬花音 | なるせ かのん | かのん       | ストロベリーレッド |          | 宮城県 | 2025年4月 |      |
| 天野玲菜 | あまの れな   | れな         | 菜の花イエロー     |          | 宮城県 | 2025年4月 |      |
| 深月星来 | みづき せいら | せいら       | 青池ブルー         |          | 青森県 | 2025年4月 |      |

## 楽遊BOYS編集部MEID
楽遊BOYS編集部MEID（らっくゆうボーイズへんしゅうぶ・メイド）は楽遊アイドル編集部の男性アイドル版として2019年8月28日に結成された。ユニット名のMEIDはMagazine Edit IDOLの省略形。楽遊IDOL PASSに相当する「楽遊BOYS PASS」の企画・編集にも携わり、2019年9月より刊行されている。楽遊アイドルフェスに相当する対バンイベント「楽遊BOYSフェス」が2019年8月31日のOSAKA MUSEで開催された「楽遊BOYS PASS創刊記念ライブ」を皮切りに定期的に開催されている。

### 現行メンバー
2024年5月12日より福島県の菓子問屋・渋谷レックスとのタイアップでお菓子の味をモチーフにしたコンセプトカラーが制定される。
|       | 名前     | 読み              | ニックネーム | カラー             | コンセプト | 生年月日       | 出身地   | 加入時期       | 備考                                                              |
| ----- | -------- | ----------------- | ------------ | ------------------ | ---------- | -------------- | -------- | -------------- | ----------------------------------------------------------------- |
| 3期生 | 天宮寺駈 | てんぐうじ かける | かけるん     | パンケーキイエロー | カレー     | 7月4日         | 埼玉県   | 2022年4月1日   |                                                                   |
| 3期生 | 大地陽翔 | だいち はると     | はると       | アイスブルー       | 塩         | 1997年12月27日 | 宮城県   | 2022年4月1日   | [ 56 ]                                                            |
| 4期生 | 本田唯生 | ほんだ ゆう       | ぽんちゃん   | フラワーピンク     | 梅         | 1993年10月31日 | 秋田県   | 2023年1月4日   | 2025年2月17日よりリーダー就任                                     |
| 5期生 | 吉海虹輝 | よしうみ こうき   | こーき       | メープルオレンジ   | キャラメル | 1998年10月19日 | 神奈川県 | 2023年10月16日 | [ 64 ] [ 65 ]                                                     |
| 6期生 | 一ノ瀬仁 | いちのせ じん     | じん         | 緑                 | 未定       | 3月30日        | 広島県   | 2025年2月17日  | 2025年6月28日開催のアドサプライズ18周年ライブにて正規メンバー昇格 |

#### 元メンバー
|       | 名前     | 読み              | ニックネーム | カラー                     | 生年月日     | 出身地 | 加入時期      | 卒業・脱退時期 | 備考                           |
| ----- | -------- | ----------------- | ------------ | -------------------------- | ------------ | ------ | ------------- | -------------- | ------------------------------ |
| 1期生 | 杉本勝久 | すぎもと かつひさ | かつぴ       | イナズマイエロー           | 3月21日      | 東京都 | 2019年8月28日 | 2022年3月26日  | 初代リーダー                   |
| 1期生 | 野崎宏人 | のざき ひろと     | ざっきー     | オーシャンブルー           | 9月28日      | 富山県 | 2019年8月28日 | 2022年3月26日  | [ 71 ]                         |
| 1期生 | 阿部悠真 | あべ ゆうま       | ゆーま       | アップルレッド             | 1998年1月8日 | 熊本県 | 2019年8月28日 | 2023年3月26日  | 卒業後はMEID担当プロデューサー |
| 2期生 | 松岡雅士 | まつおか まさし   | まっつん     | むらさきおなす             | 1992年3月8日 | 奈良県 | 2020年4月19日 | 2024年2月3日   | [ 76 ]                         |
| 2期生 | 水田舜大 | みずた しゅんだい | しゅんちゃん | クローバーグリーン（抹茶） | 1999年6月3日 | 福島県 | 2020年6月     | 2025年3月30日  | [ 77 ]                         |

### 出演
テレビ番組
- 楽遊のさきどり☆ボーイズ（TOKYO MX、2020年8月7日〜2021年9月21日） - 楽遊BOYSフェスの序盤に設けられる企画コーナーで、MEIDも月替わりで2名が出演する。番組は「楽遊のさきどり★アイドル塾」の後半を分割する形で月1回放送、2021年10月以降はミクチャ配信に移行。司会はトミドコロおよび本田唯生[78][79]で、MEIDメンバーの司会は開催当初は阿部悠真が務め、2023年10月までは松岡雅士が務めていた。トミドコロ欠席時はあぁ〜しらき[80]、さな[81]、山邊かすみ[82]、TOKYO COOLのカンカン[83]、MEIDメンバーでは杉本勝久（女装して「かつこ」名義）[84]が代理を務める。

ラジオ番組
- MEID in SHIBUYA（渋谷クロスFM、-2025年8月17日）[85]

インターネット配信
- ペーパーボーイズ（超!A&G、2019年9月 - 2020年3月） - SIRのペーパーアイドルの枠で月1回配信、浜松町の文化放送サテライトスタジオにて収録と併せて観覧無料の対バンライブも開催されていた。
- アイドル頂DASH（Podcast QR、2023年12月 - ) - SIR・向日葵プリンセス・けっぱって東北と週替わりで配信。
- 楽遊のさきどり★アイドルBOOST↑↑（YouTube、2025年6月 - ） - まいあんつをMCに迎えて月1回配信予定

### ディスコグラフィ
- 1PAGE
- 進め！
- Together
- きっと君なんだ
- ひかりへ/JET BLACK

## アドサプライズ・アイドリーム所属グループ間の関係
アドサプライズ・アイドリームがマネジメントする楽遊アイドル編集部、スロパチアイドルリポーター(SIR)、向日葵プリンセス、けっぱって東北、めんこいな東北、横浜美少女図鑑登録モデル、楽遊BOYS編集部MEIDを「姉妹ユニット」と称して合同のライブやイベントが企画されており、以下その事例を紹介する。またSIR候補生で選考に外れたメンバーの一部が楽遊アイドル編集部に加入していたことがある。
- 2020年3月まで浜松町・文化放送サテライトスタジオで開催されていた「ペーパーアイドル」では、月1回をボーイズアイドル回「ぺーパーボーイズ」として配信、MEIDがパーソナリティを務めた。
  - 2023年12月よりPodcast QRで配信されるアイドル頂DASHではSIR、向日葵プリンセス、けっぱって東北、MEIDが週替わりでパーソナリティを担当する[86][87]。
- 2020年5月2日にYouTubeにアップロードされた「～みんなで歌おう『Voice』2020年ver.～（アドサプオールスターズ）」[88]では、当時のSIRメンバーに加えて楽遊アイドル編集部より福島ゆか・河合柚花・天南舞美、MEIDより阿部悠真・野崎宏人・杉本勝久が収録に参加した。
- 向日葵プリンセスがアンバサダーを務める横浜・上大岡のアカフーパークでは2020年からバレンタインデー、ゴールデンウィーク、ハロウィーン、クリスマスなどに開催されるイベントステージにSIRやMEIDなどが出演することがある。SIRが出演する場合は並行してパーク内のパチンコホール：ジアス上大岡店でプロモーションイベントが開催されることがあり、景品にSIRのトレカトランプや楽曲CDなどが設置される[89]。
- アドサプライズが横浜美少女図鑑のライセンシーを務めている関係で、神奈川県在住のSIR・向日葵プリンセス・けっぱって東北のメンバーがモデルを兼務することがあり、林歩楓[90]、入内嶋茜、知花瞳、小日向あおいが起用されている。
- 渋谷クロスFMでは福島ゆか・向日葵プリンセス・MEID・SIRが番組を持っていて、福島ゆかの番組「宮益坂書店」に各グループのメンバーがゲスト出演することがある。また所定グループが出演できない場合に向日葵プリンセスまたは横浜美少女図鑑による特別番組を穴埋めで放送したり、グループ間で放送枠の持ち替えを行うことがある[91]。
- SIR・向日葵プリンセス・けっぱって東北は共に楽遊アイドルフェスの「楽遊のさきどり★アイドル塾」に月替わりで選抜メンバーが解答者として出演している。福島ゆかもサブ講師または解答者で出演することがあり、2023年5月1日のアイドル塾には小日向あおいを伴って初めてけっぱって東北として出演した[92]。
- SIRが出演できなくなったライブやイベントで向日葵プリンセスが代わりに出演したことがある。
  - 2021年7月28日に予定されていた虹色幻想曲とのツーマンライブではSIRメンバーに新型コロナウイルスの陽性反応が確認されたため出演を見合わせ、向日葵プリンセスが代わりに出演した[93]。
  - 2022年1月16日に予定されていたSIR無限ライブではメンバーに新型コロナウイルスの陽性反応が確認されたため、向日葵プリンセスのトークライブに変更された[94]。また1月15日の令和de DASHは横浜美少女図鑑の特別番組に振り替えられた。
- 2022年4月30日にはSIRの「BEST of SIR」および向日葵プリンセスの「YELL」合同のリリースイベントがTwin Box AKIHABARAで開催された[95]。2022年のゴールデンウィークからは初台DOORS、上大岡アカフーパーク、カメイドクロックなどでも同様の合同リリースイベントが開催された。
- 2022年7月3日に開催されたアドサプライズ15周年記念ライブでは向日葵プリンセス・SIR・MEID相互間で持ち歌を各1曲カバーする企画が催され、第1部の向日葵プリンセスがSIRのキミループ[96]を、第2部のSIRがMEIDの1PAGE[97]を、第3部のMEIDが向日葵プリンセスのButter life[98]をカバーした。
- SIR・向日葵プリンセス・けっぱって東北は各グループのワンマンライブや前哨戦ライブにゲスト出演することがある。
  - 2022年11月13日に開催されたSIR歌駆変2022全国ツアーの高崎公演[99][100]や2023年1月7日の東京公演、2023年3月11日の利根さやな卒業公演などで実施されている。
  - 2023年夏に開催されたけっぱって東北の東北ワンマンツアー郡山・青森公演では成田柊里が兼務する向日葵プリンセスがゲスト出演、郡山公演では福島ゆかもソロで出演した[101][102]。
- 2022年11月20日に大宮ラクーンで開催された全国パチンコ・パチスロファン感謝デーのSIRおよび福島ゆかのライブでは、ラクトクナビゲーターを兼務する小日向あおいと高橋しよはが司会を担当した[103]。高橋は翌2023年にNEORiSを経由してSIRに加入。
- 2022年11月25日に開催された東京コミコンの「TCCアイドルフェス」にSIRとMEIDが出演した[104]。
  - 2023年5月6日の大阪コミコンおよび2023年12月8日の東京コミコンではけっぱって東北が出演[105]、SIRも引き続き出演した。
- 2023年5月20日にはアイドリーム主催の合同ライブがAKIBAカルチャーズ劇場で開催され、福島ゆか、SIR、向日葵プリンセス、けっぱって東北が出演した[106]。その後楽遊アイドルフェスと並行してほぼ毎月開催され、2023年12月10日開催分では初めてMEIDが合流している[107]。「アイドル頂DASH」公開収録後にも4グループ合同の無料ライブが開催される。
- 横浜美少女図鑑の短編ドラマにMEIDの松岡雅士が出演することがある[108]。
- 2023年12月9日に開催された「クリスマスパーティー at よこはまコスモワールド」のライブステージでは横浜美少女図鑑の陣あいりとMEIDの松岡雅士が司会を担当した[109][110][111]。本イベントではアドサプライズが共催として携わっている。